# Колиг
Колиг (њем. Kollig) општина је у њемачкој савезној држави Рајна-Палатинат. Једно је од 86 општинских средишта округа Мајен-Кобленц. Према процјени из 2010. у општини је живјело 497 становника. Посједује регионалну шифру (AGS) 7137053.

## Географски и демографски подаци
Колиг се налази у савезној држави Рајна-Палатинат у округу Мајен-Кобленц. Општина се налази на надморској висини од 300 метара. Површина општине износи 5,0 km². У самом мјесту је, према процјени из 2010. године, живјело 497 становника. Просјечна густина становништва износи 100 становника/km².

## Међународна сарадња
| Мјесто | Држава    | Врста сарадње | Од    |
| ------ | --------- | ------------- | ----- |
|        | Француска | партнерство   | 1999. |
| Извор  |           |               |       |